# Бутурлин, Фёдор Леонтьевич Ворон
Фёдор Леонтьевич Бутурлин по прозвищу Ворон (ум. 1640) — русский военный и государственный деятель, окольничий (с 1619 года) из дворянского рода Бутурлиных.

## Биография
Первое упоминание о Ф. Л. Бутурлине в документах относится к 1603 году, когда он служил воеводой в Рязани. В 1614 году стал вторым воеводой в Пскове, где был одним из организаторов обороны города при успешном отражении четырёхмесячной шведской осады в 1615 году. В следующем году оборонял Москву от нашествия ногайцев, в 1617 году воеводствовал в Можайске. В этой должности успешно защитил город от нападения польско-литовского войска, возглавляемого королевичем Владиславом. В 1618 году служил первым воеводой во Владимире. В 1619 году был пожалован в окольничие. В том же году встречал в Звенигороде возвращавшегося из польского плена патриарха Филарета, отца царя Михаила Фёдоровича. Впоследствии служил судьёй в Разбойном и Челобитном приказах, производил опись имущества Посольского приказа. В 1630 году первый воевода в Казани, с 1633 года снова в Москве, где пробыл до самой смерти, участвуя в жизни при дворе.
Владел подмосковным селом Юркино, в котором восстановил церковь Рождества Христова. Умер в 1640 году, оставив единственного сына — Тимофея («Воронёнка»).